# Bahnstrecke Eyguières–Meyrargues
| Bahnhof Meyrargues der BdR, ca. 1910 |                      |                                                                                             |                                                  |
| Streckennetz der BdR |                      |                                                                                             |                                                  |
| Streckenlänge: | 48 km                |                                                                                             |                                                  |
| Spurweite: | 1435 mm (Normalspur) |                                                                                             |                                                  |
| |                      |                                                                                             |                                                  |
| \| \| \| Bahnstrecke Arles–Salon-de-Provence von Arles \| \| \| \| 0,0 \| Eyguières \| 88 m \| \| \| ~0,0 \| D 569 (ehem. N 569) \| D 569 (ehem. N 569) \| \| \| ~0,5 \| Bahnstrecke Arles–Salon-de-Provence nach Salon \| Bahnstrecke Arles–Salon-de-Provence nach Salon \| \| \| 1,5 \| Canal de Craponne \| Canal de Craponne \| \| \| \| Bahnstrecke Avignon–Miramas v. Miramas ü. Salon \| \| \| \| 6,3 \| Lamanon BdR / SNCF \| 112 m \| \| \| \| Bahnstrecke Avignon–Miramas n. Avignon-Centre \| \| \| \| 12,4 \| Alleins \| 135 m \| \| \| 15,3 \| Pont-Royal Mallemort \| 146 m \| \| \| 19,7 \| Charleval \| 145 m \| \| \| 25,6 \| La Roque-d'Anthéron 189 m \| La Roque-d'Anthéron 189 m \| \| \| 33,4 \| Saint-Estève-Janson \| 169 m \| \| \| 35,3 \| Canal de Marseille \| Canal de Marseille \| \| \| 38,2 \| Le Puy-Sainte-Réparade \| 199 m \| \| \| \| Bahnstrecke Lyon–Marseille von Marseille \| \| \| \| \| \| \| \| \| 48,0 \| Meyrargues[1] BdR / CSF / SNCF \| 207 m \| \| \| \| Bahnstrecke Lyon–Marseille nach Lyon ü. Grenoble \| \| \| \| \| \| \| \| \| \| Bahnstrecke Meyrargues–Nizza n. Nizza (Meterspur; Chemins de fer du Sud de la France (CSF)) \| \| |                      |                                                                                             |                                                  |
| |                      | Bahnstrecke Arles–Salon-de-Provence von Arles                                               |                                                  |
| Bahnhof (Strecke außer Betrieb) | 0,0                  | Eyguières                                                                                   | 88 m                                             |
| Bahnübergang (Strecke außer Betrieb) | ~0,0                 | D 569 (ehem. N 569)                                                                         | D 569 (ehem. N 569)                              |
| Abzweig geradeaus und nach rechts (Strecke außer Betrieb) | ~0,5                 | Bahnstrecke Arles–Salon-de-Provence nach Salon                                              | Bahnstrecke Arles–Salon-de-Provence nach Salon   |
| Brücke über Wasserlauf (Strecke außer Betrieb) | 1,5                  | Canal de Craponne                                                                           | Canal de Craponne                                |
| Strecke quer · Kreuzung geradeaus unten · Strecke von rechts |                      | Bahnstrecke Avignon–Miramas v. Miramas ü. Salon                                             | Bahnstrecke Avignon–Miramas v. Miramas ü. Salon  |
| Bahnhof (Strecke außer Betrieb) · Bahnhof | 6,3                  | Lamanon BdR / SNCF                                                                          | 112 m                                            |
| Strecke · Strecke nach links |                      | Bahnstrecke Avignon–Miramas n. Avignon-Centre                                               | Bahnstrecke Avignon–Miramas n. Avignon-Centre    |
| Bahnhof (Strecke außer Betrieb) | 12,4                 | Alleins                                                                                     | 135 m                                            |
| Bahnhof (Strecke außer Betrieb) | 15,3                 | Pont-Royal Mallemort                                                                        | 146 m                                            |
| Bahnhof (Strecke außer Betrieb) | 19,7                 | Charleval                                                                                   | 145 m                                            |
| Bahnhof (Strecke außer Betrieb) | 25,6                 | La Roque-d'Anthéron 189 m                                                                   | La Roque-d'Anthéron 189 m                        |
| Bahnhof (Strecke außer Betrieb) | 33,4                 | Saint-Estève-Janson                                                                         | 169 m                                            |
| Brücke über Wasserlauf (Strecke außer Betrieb) | 35,3                 | Canal de Marseille                                                                          | Canal de Marseille                               |
| Bahnhof (Strecke außer Betrieb) | 38,2                 | Le Puy-Sainte-Réparade                                                                      | 199 m                                            |
| Strecke quer · Kreuzung geradeaus unten · Strecke von rechts |                      | Bahnstrecke Lyon–Marseille von Marseille                                                    | Bahnstrecke Lyon–Marseille von Marseille         |
| Abzweig geradeaus und ehemals nach rechts |                      |                                                                                             |                                                  |
| Kopfbahnhof Streckenende · U-Bahn-Kopfbahnhof Streckenanfang · Bahnhof | 48,0                 | Meyrargues BdR / CSF / SNCF                                                                 | 207 m                                            |
| U-Bahn-Strecke · Strecke nach links |                      | Bahnstrecke Lyon–Marseille nach Lyon ü. Grenoble                                            | Bahnstrecke Lyon–Marseille nach Lyon ü. Grenoble |
| |                      |                                                                                             |                                                  |
| |                      | Bahnstrecke Meyrargues–Nizza n. Nizza (Meterspur; Chemins de fer du Sud de la France (CSF)) |                                                  |

Die Bahnstrecke Eyguières–Meyrargues war eine 48 km lange, eingleisige Eisenbahnstrecke im südfranzösischen Département Bouches-du-Rhône. Sie wurde 1889 eröffnet, 1935 nicht zur SNCF integriert und war bis 1950 in Betrieb, zuletzt unter der Leitung der Régie Départementale des Chemins de Fer et Tramways électriques des Bouches-du-Rhône.

## Geschichte
Am 18. Juli 1889 wurde die Strecke eröffnet, nachdem die Bahngesellschaft Chemin de fer régionaux des Bouches-du Rhône 1883 einen Konzessionsantrag für eine Verbindung von Eyguières nach Peyrolles, also über Meyrargues hinaus, gestellt hatte. Wenige Monate zuvor war die Meterspur-breite Verbindung nach Draguignan in Betrieb gegangen. Am Streckenbeginn in Eyguières hatte die Gesellschaft Verbindung zur Bahnstrecke Arles–Salon-de-Provence, die 1887 ihren Betrieb aufgenommen hatte. Darüber hinaus gab es in Lamanon und in Meyrargues einen Gleisübergang zur SNCF.
Dieser Bahngesellschaft, die finanziell zum großen Teil vom Département Bouches-du-Rhône getragen wurde, ging es um die Entwicklung des ländlichen Raums. Muttergesellschaft war die Société de Construction des Batignolles und die einheimischen Fahrgäste nannten die Züge, die ihre Gemeinde bedienten, danach „Les Batignolles“.
1906 fusionierte sie mit der 1881 gegründeten Société nouvelle des chemins de fer des Bouches-du-Rhône zur Compagnie des chemins de fer départementaux des Bouches-du-Rhône. 1913 übernahm die durch das Département Bouches-du-Rhône neu gegründete Régie départementale des transports des Bouches-du-Rhône den Betrieb und die Anlagen. 1921 wurde der Betreiber in Régie Départementale des Chemins de Fer et Tramways électriques des Bouches-du-Rhône umbenannt. Das Streckennetz umfasste nun 177 km. Durch die enge Bindung mit dem Département blieb die Verstaatlichung zur SNCF 1935 aus.
1936 wurde der Personenverkehr auf dieser Strecke geschlossen, 1950 der Verkehr ganz eingestellt. Die Gleise wurden vollständig abgebaut und kaum ein Relikt lässt heute noch den Streckenverlauf erahnen.